# John Carlson (hokeista)
John Carlson (ur. 10 stycznia 1990 w Natick, Massachusetts) – amerykański hokeista, reprezentant USA, olimpijczyk.

## Kariera klubowa
- New Jersey Rockets (2005-2007)
- Indiana Ice (2007-2008)
- London Knights (2008-2009)
- Hershey Bears (2009–2010)
- Washington Capitals (2009, od 2010)

Występował w ligach amerykańskich AtJHL, USHL, kanadyjskiej lidze juniorskiej OHL w ramach CHL oraz AHL. W drafcie NHL z 2008 został wybrany przez Washington Capitals i od 2009 gra w barwach tego klubu w lidze NHL. We wrześniu 2012 przedłużył kontrakt z klubem o sześć lat.

## Kariera reprezentacyjna
Jest reprezentantem USA. Wystąpił w kadrze juniorskiej kraju na turnieju mistrzostw świata do lat 20 w 2010. W kadrze seniorskiej uczestniczył w turniejach zimowych igrzysk olimpijskich 2014, Pucharu Świata 2016.

## Sukcesy

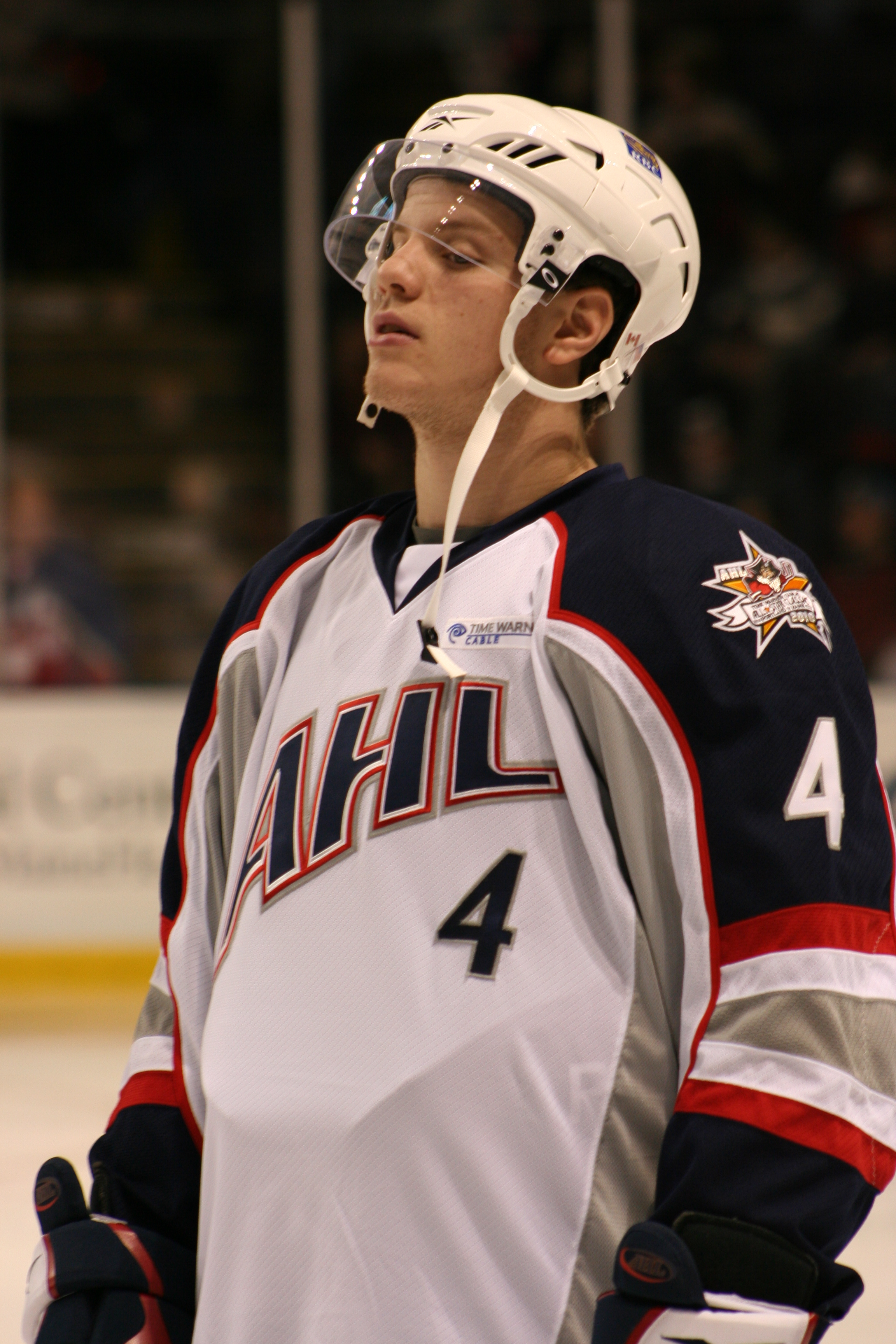
John Carlson podczas Meczu Gwiazd AHL 2010

Reprezentacyjne
- Złoty medal mistrzostw świata juniorów do lat 20: 2010

Klubowe
- Holody Trophy: 2009 z London Knights
- Mistrzostwo dywizji AHL: 2010 z Hershey Bears
- Mistrzostwo konferencji AHL: 2010 z Hershey Bears
- Mistrzostwo w sezonie regularnym AHL: 2010 z Hershey Bears
- F.G. „Teddy” Oke Trophy: 2010 z Hershey Bears
- Frank Mathers Trophy: 2010 z Hershey Bears
- Puchar Caldera – mistrzostwo AHL: 2009, 2010
- Mistrzostwo dywizji AHL: 2010, 2011, 2013 z Washington Capitals
- Presidents’ Trophy: 2010 z Washington Capitals

Indywidualne
- Sezon AtJHL 2006/2007:
  - Najlepszy ofensywny obrońca ligi
- Sezon AtJHL 2007/2008:
  - Skład gwiazd pierwszoroczniaków
  - Drugi skład gwiazd
- Sezon OHL i CHL 2008/2009:
  - Pierwsze miejsce w klasyfikacji asystentów w sezonie zasadniczym wśród pierwszoroczniaków: 60 asyst
  - Pierwszy skład gwiazd pierwszoroczniaków OHL
  - Drugi skład gwiazd OHL
  - Skład gwiazd pierwszoroczniaków CHL
- Sezon AHL 2009/2010:
  - Skład gwiazd pierwszoroczniaków AHL
- Sezon NHL (2010/2011):
  - Skład gwiazd pierwszoroczniaków AHL
- Mistrzostwa Świata Juniorów w Hokeju na Lodzie 2010/Elita:
  - Zwycięski gol w meczu finałowym przeciw Kanadzie (6:5)[2]
  - Pierwsze miejsce w klasyfikacji strzelców wśród obrońców turnieju: 3 gole[3]
  - Trzecie miejsce w klasyfikacji kanadyjskiej wśród obrońców turnieju: 7 punktów
  - Skład gwiazd turnieju[4]